# Daudnagar
Daudnagar là một thành phố và khu đô thị của quận Aurangabad thuộc bang Bihar, Ấn Độ.

## Địa lý
Daudnagar có vị trí 25°02′B 84°24′Đ / 25,03°B 84,4°Đ Nó có độ cao trung bình là 84 mét (275 feet).

## Nhân khẩu
Theo điều tra dân số năm 2001 của Ấn Độ, Daudnagar có dân số 37.977 người. Phái nam chiếm 52% tổng số dân và phái nữ chiếm 48%. Daudnagar có tỷ lệ 55% biết đọc biết viết, thấp hơn tỷ lệ trung bình toàn quốc là 59,5%: tỷ lệ cho phái nam là 63%, và tỷ lệ cho phái nữ là 46%. Tại Daudnagar, 18% dân số nhỏ hơn 6 tuổi.